# Wacław Furmańczyk
Wacław Furmańczyk ps. „Wacław” (ur. 14 kwietnia 1919 w Kańsku, zm. 2 lutego 2012 w Szczecinie) – polski architekt związany z powojennym Szczecinem, nauczyciel akademicki, żołnierz ZWZ-AK.

## Życiorys
Wacław Furmańczyk urodził się na Syberii w rodzinie Antoniego i Aleksandry z Wiłkowów. Rodzina powróciła do Polski w 1922 i zamieszkała w Warszawie, a rok później w Częstochowie, gdzie Wacław i jego brat Henryk ukończyli szkołę podstawową i Gimnazjum im. Henryka Sienkiewicza. W 1937 zdał maturę i wstąpił do szkoły podchorążych wojsk pancernych w Modlinie, a po jej ukończeniu w 1939 zdał egzamin wstępny do Akademii Górniczej w Krakowie. Walczył w kampanii wrześniowej. Od 1940 do końca okupacji należał do ZWZ-AK pod pseudonimem Wacław. Należał do partyzanckiej grupy lotniczej „Henryk”, utworzonej przez jego brata, pełnił funkcję zastępcy dowódcy. Początkowo działał w rejonie częstochowskim, ale w 1944 przeniósł się do Piotrkowa. W styczniu 1945 jego oddział brał udział w wyzwalaniu Opoczna. Po wejściu do Polski Armii Czerwonej Wacław Furmańczyk został aresztowany i zesłany na dwa lata do kopalni węgla w ZSRR. Po powrocie do kraju studiował na Wydziale Architektury w Szkole Inżynierskiej w Szczecinie, które ukończył w 1950 z dyplomem inżyniera architekta. Studia magisterskie na Wydziale Architektury Politechniki Wrocławskiej ukończył w 1951. Rok przed ukończeniem studiów rozpoczął pracę w szczecińskim „Miastoprojekcie”, następnie w latach 1961–1966 był zatrudniony w Pracowni Konserwacji Zabytków. Był członkiem zespołu projektującego osiedle Stare Miasto w Szczecinie (1954). Był laureatem konkursów architektonicznych i nagród Komitetu Urbanistyki i Architektury, a zaprojektowane przez niego budynki były nagradzane tytułem „Mister Szczecina”. Należał do Stowarzyszenia Architektów Polskich, był prezesem oddziału szczecińskiego. Był także zaangażowany w działalność kombatancką. 
Został pochowany 7 grudnia 2012 na Cmentarzu Centralnym w Szczecinie (kwatera 85C-9-6). 

## Praca dydaktyczna

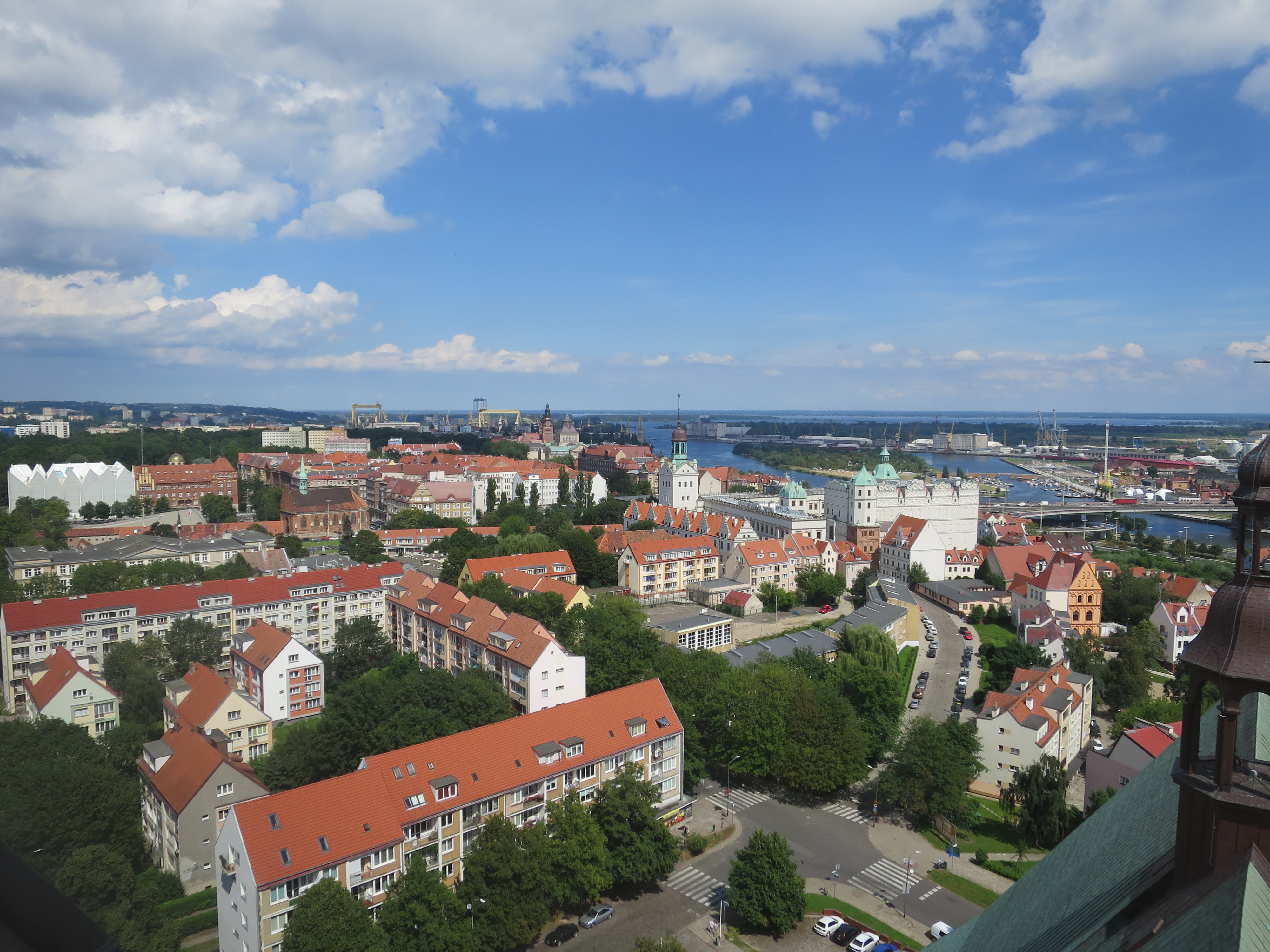
Stare Miasto w Szczecinie – bloki mieszkalne, które projektował Wacław Furmańczyk i in. architekci

Pracę dydaktyczną rozpoczął bezpośrednio po studiach inżynierskich w 1951 w katedrze Projektowania Architektonicznego w Szkole Inżynierskiej w Szczecinie, a następnie na Wydziale Budownictwa i Architektury Politechniki Szczecińskiej. W 1967 otrzymał stanowisko docenta kontraktowego w Instytucie Urbanistyki i Architektury. W latach 1969-1993 prowadził zajęcia z przedmiotu projektowanie architektoniczne. W latach 1969-1984 pracował jako docent, a następnie jako starszy wykładowca w Zakładzie Projektowania Zespołów Mieszkaniowych. Był autorem lub współautorem 150 projektów, m.in. projektów odbudowy terenów starych miast na obszarze Pomorza Zachodniego (Koszalin, Stargard, Pyrzyce, Szczecin). Wypromował 12 magistrów inżynierów architektów.  

## Odznaczenia
- Krzyż Oficerski Orderu Odrodzenia Polski (2007)[7]
- Medal Wojska za Wojnę 1939-1945[8]
- Krzyż Partyzancki[8]
- Medal Zwycięstwa i Wolności 1945[8]
- Odznaka Gryf Pomorski
- Złota Odznaka SARP (1963)
- Srebrna Odznaka SARP